# Георг Вильгельм (пфальцграф Цвейбрюккен-Биркенфельда)
Георг Вильгельм Цвейбрюккен-Биркенфельдский (6 августа 1591, Ансбах, Франконский имперский округ — 25 декабря 1669, Биркенфельд) — пфальцграф и герцог Цвейбрюккен-Биркенфельда в 1600—1669 годах, титулярный пфальцграф Рейна, герцог Баварии и граф Фельденца.

## Жизнь
Георг Вильгельм родился в Ансбахе в 1591 году и был старшим сыном Карл I, герцога Пфальц-Цвейбрюккен-Биркенфельда. Он наследовал своему отцу в 1600 году как граф Спонхейма. Он был соправителем в кондоминиуме Спонхейм вместе с маркграфом Вильгельмом Баденским; он старательно противодействовал контрреформационной деятельности Вильгельма. Георг Вильгельм закончил расширение замка Биркенфельд, которое начал его отец, и заложил первый камень для замковой часовни. Он считается экономным и осмотрительным регентом, хотя и не мог делать многое во время Тридцатилетней войны, поскольку его земли были захвачены в 1635 году. В том же году вспыхнула чума, в результате которой погибло 416 человек. В 1666 году он назначил Гюнтера Хейлера судебным проповедником в Биркенфельде. Георг Вильгельм умер в Биркенфельде в 1669 году. Он был похоронен в приходской церкви Биркенфельда; позже его могила была перенесена в часовню замка Биркенфельд и, наконец, в Майзенхайм.

## Браки и дети
В 1616 году Георг Вильгельм женился на Доротее фон Сольмс-Зонневальде (1586—1625), дочери Отто, графа Сольмс-Зонневальде. Их дети:
1. Доротея Амалия (1618—1635)
2. Анна София[нем.] (1619—1680), аббатиса Кведлинбургского аббатства
3. Елизавета Юлиана (1620—1651)
4. Мария Магдалена (1622—1689), с 1644 замужем за графом Антоном Гюнтером Шварцбург-Зондерсгаузенским
5. Клара Сибилла (1624—1628)
6. Карл Отто (1625—1671)

Второй женой Георга Вильгельма в 1641 году стала Юлиана (1616—1647), дочь графа Иоганна фон Зальм-Грумбах. Они развелись в 1642 году, поскольку спустя всего через четыре месяца после свадьбы Юлиана родила ребёнка, отцом которого на самом деле был рейнграф Иоганн Людвиг фон Зальм-Даун.
В третий раз Георг Вильгельм женился в 1649 году на Анне Елизавете (1603—1673), дочери Людвига Эберхардта, графа Эттинген-Эттингена. Детей в браке не было.